# Star Trek: Armada
«Star Trek: Armada» — космическая стратегия в реальном времени от Activision и Mad Doc Software, основанная на вселенной «Звёздного пути».

## Сюжет
Действие игры разворачивается вскоре после окончания войны Объединённой Федерации Планет с Доминионом (конец сериала «Глубокий космос 9»), начиная с кампании Федерации. Во время первого задания, игрок управляет силами Звёздного флота, а также капитана Жан-Люка Пикара на борту «Энтерпрайза-E», восстанавливая сектор космоса пострадавший во время войны. Внезапно, из будущего прибывает временной корабль Федерации, преследуемый двумя сферами боргов. После спасения корабля от нападения, с Пикаром связывается Таддеус Демминг, капитан новоявленного корабля «Премонишн» (англ. Premonition — предвидение). Он предупреждает Пикара о грядущем вторжении боргов, желающих ассимилировать Землю. Пикар связывается с Командованием флота для принятия решения. Точка зрения игрока затем смещается на посла Ворфа на борту «Авенджера» (англ. Avenger — мститель), защищая планету ба'ку от вторжения сон'а (см. «Звёздный путь: Восстание»). Затем, Ворфу необходимо путешествовать через туманность, в которой он сталкивается со старым врагом, Торалом. Он узнаёт что Торал намеревается стать канцлером Клингонской империи. Тем временем, «Энтерпрайз» прибывает в сектор космоса только что переживший нападение боргов. Пикару необходимо спасти повреждённые корабли, в то же время отражая волны боргов на ассимилированных кораблях Федерации.
В то же время, борги также нападают и на Клингонскую империю. Торал, воспользовавшись моментом, пытается убить канцлера Мартока. Начинается гражданская война в Империи. Победив Торала в роли Мартока, игрок узнаёт что Торалу помогали ромуланцы.
Одновременно, ромуланцы обнаруживают сверхмощную омега-частицу в космосе. Её нашли ференги и готовятся продать её кардассианцам. Но Тал Шиар (ромуланская спецслужба) посылает адмирала Селу силой отобрать частицу. К сожалению, борги тоже знают о существовании частицы и желают заполучить её любой ценой. Чудом избегая боргов, Села доставляет частицу на защищённую ромуланскую базу.
Борги ассимилируют доминионскую фабрику по клонированию для воссоздания Локутуса, бывшего титула Пикара когда он был одним из боргов. С помощью знаний и опыта Локутуса, боргам удаётся отобрать омега-частицу у ромуланцев. Отослав частицу в Дельта квадрант и набрав огромное количество ресурсов, Локутус решает напасть на Землю. Несмотря на все усилия Звёздного флота и новейшие технологии из будущего, борги ассимилируют Землю и уничтожают «Авенджер» и «Премонишн». Лишь «Энтерпрайзу» удаётся бежать, воспользовавшись временным порталом «Премонишна».
Вернувшись ненадолго в прошлое, экипажу «Энтерпрайза» удаётся, с помощью посла Спока, создать военный союз между ромуланцами, клингонами и Федерацией. Вместе, им удаётся спасти Землю от вторжения боргов и последовать за отступающим врагом в самое сердце владений боргов. Все три фракции понимают что единственный способ по-настоящему остановить боргов — уничтожить омега-частицу. Ради этого, совместная армада нападает на главную базу боргов в Альфа квадранте и захватывают их трансварповые врата. Ворф затем ведёт небольшую группу кораблей для обеспечения безопасного пути в Дельта квадрант через врата. Несмотря на огромное количество кубов и кораблей поддержки, союзу рас Альфа квадранта удаётся пробиться через оборону боргов и уничтожить омега-частицу. Её взрыв уничтожает огромный регион космоса, и корабли трёх фракций едва успевают бежать посредством врат прежде чем взрывная волна их уничтожит. Но бой не окончен…
Понимая что битва проиграна, Локутус совершает прыжок обратно во времени в сфере боргов в надежде убить Пикара вскоре после серии «Встреча в „Далёкой точке“». Но попытка Локутуса предотвращается экипажем «Премонишна», на который не подействовали изменения во времени вызванные уничтожением «Энтерпрайза-D». Прыгнув следом за сферой, «Премонишн» уничтожает её перед нанесением рокового удара и возвращается в своё время. Пикар рад уничтожению угрозе Федерации и новому союзу.

## Обзор
В игре четыре расы: ромуланцы, клингоны, Федерация и борги. У каждой стороны есть звёздная база, станция переработки дитилития, две верфи, стандантная туррель, продвинутая туррель, две исследовательские лаборатории и сверхоружие. Сверхоружие Федерации — временное стазисное поле, замораживающее все вражеские корабли в зоне действия. Сверхоружие клингонов — шоковая волна, запускаемая взрывом корабля-смертника. Эта волна не только уничтожает большинство кораблей, но и блокирует двигатели, пресекая попытки бежать. Сверхоружие ромуланцев — Разлом Феникса, по действию похож на шоковую волну клингонов, но действует по кругу и не блокирует двигатели. Сверхоружие боргов — трансварповые врата, создающие временную червоточину в любую известную часть боевой арены.

## Критика
| Сводный рейтинг    | Сводный рейтинг |
| Агрегатор          | Оценка          |
| ------------------ | --------------- |
| GameRankings       | 70,76 %         |
| Иноязычные издания |                 |
| Издание            | Оценка          |
| AllGame            | [ 2 ]           |
| CGW                | [ 3 ]           |
| Eurogamer          | 7/10            |
| GameFan            | 85 %            |
| Game Informer      | 8,25/10         |
| GamePro            | [ 7 ]           |
| GameRevolution     | B               |
| GameSpot           | 7,9/10          |
| GameSpy            | 73 %            |
| GameZone           | 8/10            |
| IGN                | 6/10            |
| Next Generation    | [ 13 ]          |
| PC Gamer (US)      | 69 %            |